# Teorema de von Zeipel
En astrofísica, el teorema de von Zeipel indica que el flujo radiante {\displaystyle F} de una estrella que gira uniformemente es proporcional a la gravedad efectiva local {\displaystyle g_{\textrm {eff}}}. Específicamente,
{\displaystyle F=-{\frac {L(P)}{4\pi GM_{*}(P)}}g_{\textrm {eff}}}
donde la luminosidad {\displaystyle L} y la masa {\displaystyle M_{*}} se evalúan sobre una superficie de presión constante {\displaystyle P}. La temperatura efectiva {\displaystyle T_{\textrm {eff}}} puede entonces ser conocida en una colatitud {\displaystyle \theta } dada en función de la gravedad efectiva local
{\displaystyle T_{\textrm {eff}}(\theta )\sim g_{\textrm {eff}}^{1/4}(\theta )}.
El teorema lleva el nombre del astrónomo sueco Edvard Hugo von Zeipel.
Según la teoría de las estrellas giratorias, si la velocidad de rotación de una estrella depende solamente del radio, no puede estar simultáneamente en equilibrio térmico e hidrostático. Esto se llama la paradoja de von Zeipel. La paradoja se resuelve, sin embargo, si la velocidad de rotación también depende de la altura o hay una circulación meridional. Una situación similar puede surgir en un disco de acreción.

## Evidencias posteriores
La ley de von Zeipel se ha utilizado durante más de un siglo para predecir la diferencia en gravedad, brillo y temperatura superficiales entre los polos y el ecuador de una estrella girando rápidamente. En 2011, usando técnicas de interferometría, los investigadores lograron tomar imágenes de detalle y mediciones de la estrella de invierno Regulus, la estrella más brillante de la constelación de Leo. Si estuviera girando solo un poco más rápido, se desintegraría. 
Los astrónomos descubrieron que la diferencia real de temperatura entre su ecuador y sus polos es mucho menor de lo que predice la vieja teoría. "Nuestro modelo de ajuste de los datos de interferometría muestra que mientras que la ley describe correctamente la tendencia de la variación de la temperatura superficial, se desvía cuantitativamente", dijo Xiao Che, un estudiante de doctorado que es el primer autor de un documento sobre los resultados publicado en el Astrophysical Journal del 20 de abril de 2011.
"Me sorprende que la ley de von Zeipel haya sido adoptada en la astronomía durante tanto tiempo con tan poca evidencia sólida de observación". Según John Monnier, profesor asociado en el Departamento de la U-M de Astronomía, es importante obtener este número correctamente. "En algunos casos, encontramos una diferencia de 5.000 grados Fahrenheit [2800 kelvin] entre lo que la teoría predice y lo que muestran nuestras mediciones reales", dijo Monnier. "Eso tiene un gran efecto en la luminosidad total. Si no tomamos este hecho en cuenta, obtenemos la masa y la edad de la estrella y la producción total de energía erróneas."